# Noruega nos Jogos Olímpicos de Verão de 1984
A Noruega competiu nos Jogos Olímpicos de Verão de 1984, realizados em Los Angeles, Estados Unidos.